# Осмийтрихром
Осмийтрихром — бинарное неорганическое соединение
осмия и хрома
с формулой OsCr3,
кристаллы.

## Получение
- Сплавление стехиометрических количеств чистых веществ:

{\displaystyle {\mathsf {Os+3Cr\ {\xrightarrow {1540^{o}C}}\ OsCr_{3}}}}

## Физические свойства
Осмийтрихром образует кристаллы
кубической сингонии,
пространственная группа P m3n,
параметры ячейки a = 0,46779 нм, Z = 2,
структура типа силицида трихрома Cr3Si.
Соединение образуется по перитектической реакции при температуре 1540 °С 
и имеет большую область гомогенности 23÷29 ат.% осмия.
Сообщается, что соединение проявляет сверхпроводящие свойства.